# Jaś i magiczna fasola

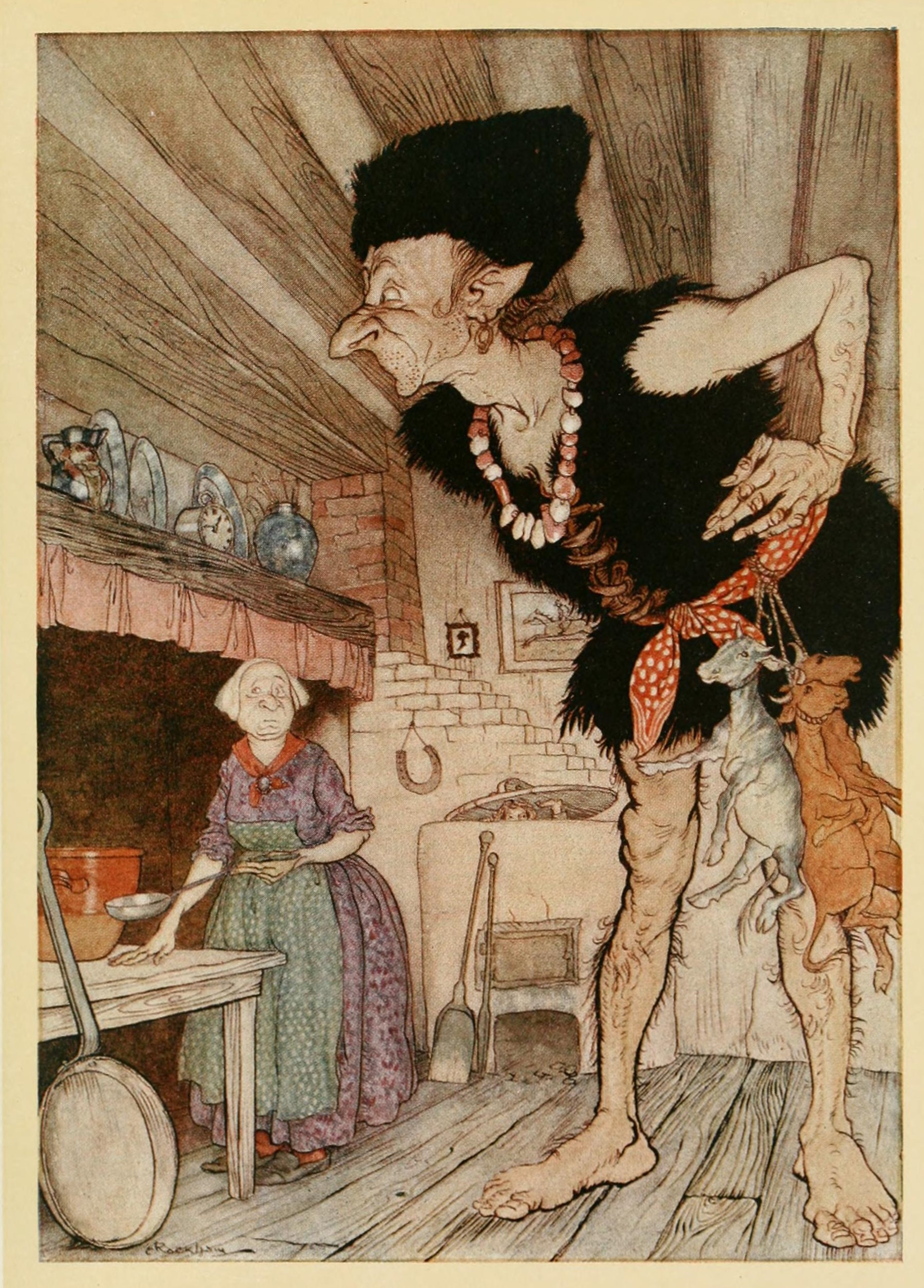
Ilustracja Arthura Rackhama z 1918 roku

Jaś i magiczna fasola (Jack and the Beanstalk) – angielska baśń, znana już w XVII w. Istnieje w kilkunastu wersjach, z których najbardziej rozpowszechniona jest ta opublikowana w 1860 r. w zbiorze English Fairy Tales przez Josepha Jacobsa. Baśń była wielokrotnie ekranizowania i wystawiana na deskach teatralnych.
Popularności tej Baśni dowodzi jedna z nazw windy kosmicznej (ang. Beanstalk).

## Fabuła
Baśń opowiada historię tytułowego Jasia, syna biednej wdowy. Pewnego dnia matka wysyła Jasia na targ, aby sprzedał ostatnią krowę, ale Jaś wymienia ją na magiczne fasolki. Rozzłoszczona matka wyrzuca nasiona za okno, a następnego dnia wyrasta z nich gigantyczna roślina, która sięga aż do chmur. Jaś wspina się po łodydze fasoli ku niebu, aż dociera do wielkiego zamku zamieszkiwanego przez olbrzyma. Zwiedziwszy komnaty zamku, znajduje w nich magiczną kurę znoszącą złote jajka, kradnie ją i wraca z nią do domu. Po pewnym czasie Jaś postanawia ponownie wybrać się do zamku olbrzyma w nadziei na znalezienie jakiegoś cudownego lekarstwa. Tym razem jego łupem staje się magiczna harfa, przynosząca zdrowie i dobre samopoczucie każdej osobie słuchającej wydobywających się z niej dźwięków. Gdy chłopiec ucieka z nią, harfa zaczyna wołać o pomoc swojego właściciela. Olbrzym rozpoczyna pościg za Jasiem, ale Jaś – zszedłszy pierwszy po łodydze fasoli na ziemię – ścina ją, powodując śmiertelny upadek olbrzyma. Jaś i matka, dzięki ukradzionej kurze i harfie, wiodą od tego czasu spokojne i dostatnie życie.

## Ekranizacje
- Jack and the Beanstalk – film krótkometrażowy z 1902 roku
- Jaś i łodyga fasoli (Jack and the Beanstalk) – film familijny z 1952 roku
- Jack the Giant Killer – film familijny z 1962 roku
- Jack i łodyga fasoli (Jack and the Beanstalk) – film anime z 1974 roku
- Kapitan Czytalski (Kapitan Czytalski przedstawia drzewo fasolowe / Kapitan Czytalski przedstawia opowieść o drzewie fasolowym - odcinek 1) – serial animowany (1985-1992)
- Kot w butach (Ziarnko fasoli / Fasola wysoka do nieba - odcinek 9) – serial anime z 1991 roku
- Jack i czarodziejska fasola (Jack and the Beanstalk) – film familijny z 2001 roku
- Dawno, dawno temu (Once Upon a Time) – serial od 2011 roku.
  - Jacqueline
  - olbrzym Anton
- Tom i Jerry: Magiczna fasola (Tom and Jerry's Giant Adventure) – film animowany z 2013 roku
- Jack pogromca olbrzymów (Jack the Giant Killer) – film fantasy z 2013 roku
- Tajemnice lasu (Into the woods) - film muzyczny z 2014 roku